# Universidad de Haifa

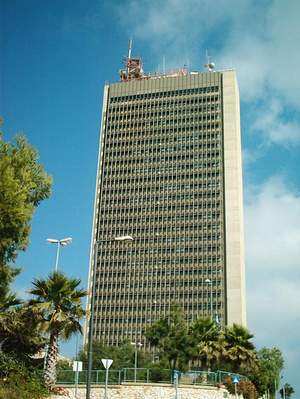
Eschkol-Tower.

La Universidad de Haifa (אוניברסיטת חיפה) es, junto al Technion, la segunda universidad de la ciudad porteña en el norte de Israel, Haifa, la ciudad más grande del norte de Israel y tercera ciudad más grande del país.

## Historia

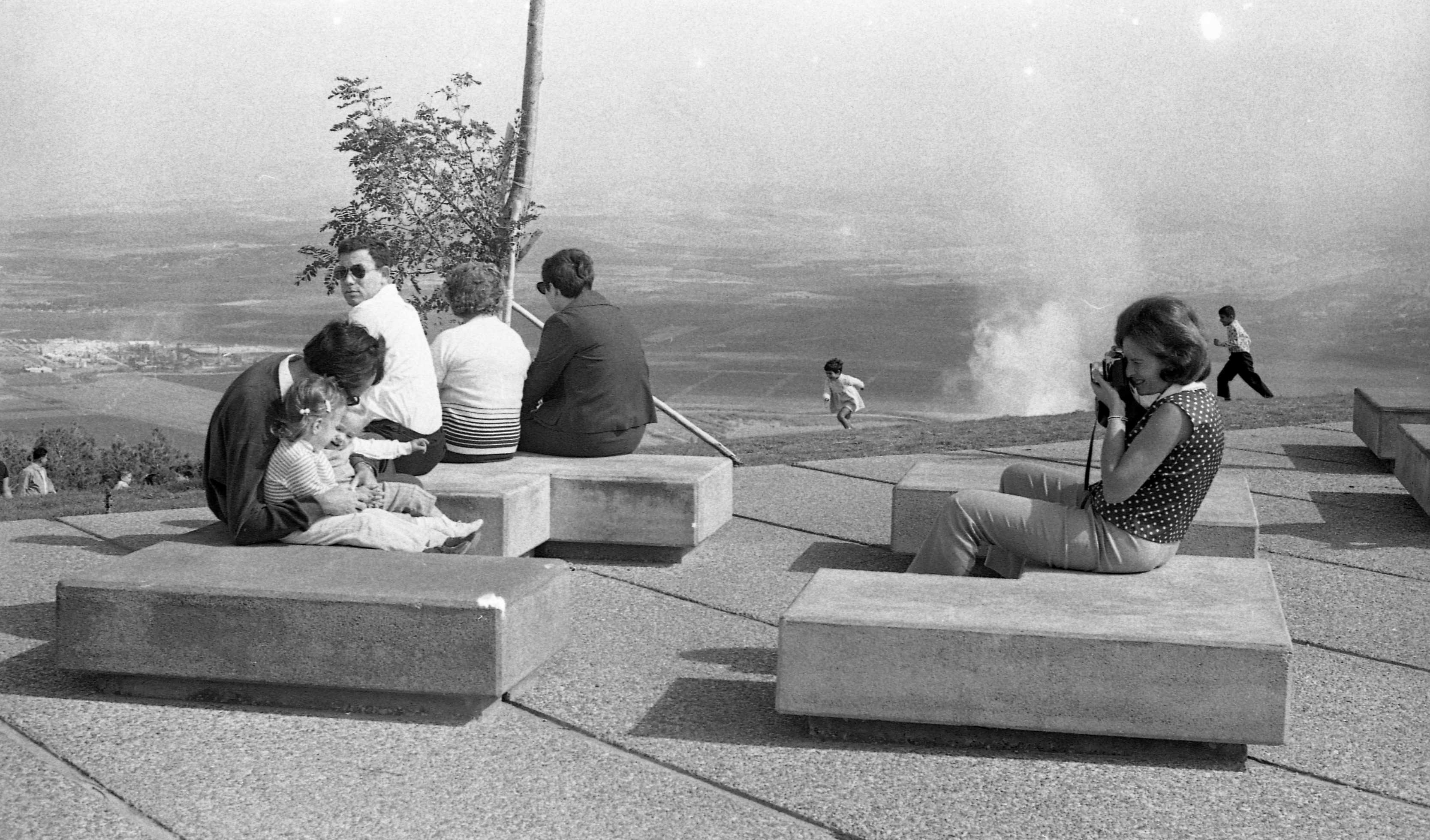
Universidad de Haifa. Vista hacia el norte del Valle de Zvulun, 1968

La universidad fue fundada en el año de 1963 en la ciudad de Haifa bajo el auspicio de la Universidad Hebrea de Jerusalén. En 1972 la Universidad recibió reconocimiento por parte del Consejo de Educación Superior de Israel y se convirtió en una Universidad autónoma. Tiene actualmente aproximadamente 17.000 estudiantes divididos entre Primeros Grados, Postgrados y Doctorados en Humanidades, Ciencias Sociales, Ciencias de la Educación, Derecho y Estudios sobre la Salud. La universidad se encuentra en la parte sur de la ciudad sobre las Monte Carmelo y con ello en el punto más alto de la ciudad. La torre de treinta pisos Eschkol-Tower, diseñada y construida por el arquitecto Oscar Niemeyer, es visible desde muchos puntos del norte de Israel.
La Universidad reúne estudiantes de diferentes esferas de la sociedad israelí. Tiene aproximadamente un 20% de estudiantes árabes, gente proveniente de los Kibutz de la zona, Drusos, Inmigrantes y soldados que realizan sus estudios durante su servicio militar.
- 1971 se ofrecen por primera vez programas de maestrías (MA) en tres departamentos.
- 1978 se fundó la Israel Friends Association para desarrollar la universidad y construir un nuevo campus.
- 1980 se estableció el primer programa de doctorado (PhD) en el Departamento de Psicología.
- 1991 se abrió la primera Facultad de Derecho en el norte de Israel.

La Universidad de Haifa tiene también una Escuela Internacional que ofrece programas para estudiantes de diferentes partes del mundo. Se ofrecen estudios de Hebreo y árabe durante el verano y opciones para hacer un posgrado en Terapia a través del Arte, Diplomacia, Estudios sobre el Holocausto, Estudios de Paz y Manejo de Conflictos, Estudios sobre Israel, Geo-ciencia Marina, Civilización Marítima, Estudios de Seguridad Nacional y Salud Pública Mundial.
Durante la crisis entre Israel y Líbano en 2006, la universidad y el Technion cesaron sus labores.